# Metalist 1925 Charków (piłka nożna kobiet)
ŻFK Metalist 1925 Charków (ukr. ЖФК «Металіст 1925» Харків) – ukraiński klub piłki nożnej kobiet, mający siedzibę w mieście Charków w północno-wschodniej części kraju, grający od 2006 w rozgrywkach Wyższej Ligi.

## Historia
Chronologia nazw:
- 2006: ŻFK Żytłobud-1 Charków (ukr. ЖФК «Житлобуд-1» Харків)
- 2024: ŻFK Metalist 1925 Charków (ukr. ЖФК «Металіст 1925» Харків)

Żeński klub piłkarski Żytłobud-1 Charków został założony w Charkowie w 2006 roku, po tym jak inny miejski klub Arsenał Charków został odcięty od finansowania przez FK Charków. Nowy sponsor "Trest Żytłobud-1" przyjął zespół od poprzedniego klubu, a nazwą została zmieniona na nazwę sponsora. W 2006 roku drużyna została mistrzem Ukrainy oraz zdobyła Puchar. To właśnie w 2006 roku rozpoczęła się gwiezdna era drużyny z Charkowa, która szybko stała się wiodącym klubem ukraińskiego kobiecego futbolu, wielokrotnie zdobywając trofea najwyższej jakości na arenie krajowej. W 2009 roku zawodniczki klubu dotarły do 1/16 finału Ligi Mistrzyń UEFA, gdzie przegrały w dwóch meczach ze szwedzkim Umeå IK.
W marcu 2024 roku klub ogłosił oficjalną zmianę nazwy na Metalist 1925.

## Barwy klubowe, strój, herb, hymn
|  |  |

Klub ma barwy żółto-niebieskie, a do 2024 niebiesko-białe. Piłkarki domowe spotkania zazwyczaj grają w żółtych koszulkach, żółtych spodenkach oraz żółtych getrach.

## Sukcesy

### Trofea międzynarodowe
| \| \| Zdobyte trofea w rozgrywkach międzynarodowych (stan na: 31-05-2021) \| |                                                                     |      |                  |
| Rozgrywki                                                                    | Osiągnięcie                                                         | Razy | Sezon(y)         |
| · Liga Mistrzyń UEFA                                                         | zdobywca                                                            | 0    |                  |
| · Liga Mistrzyń UEFA                                                         | finalista                                                           | 0    |                  |
| · Liga Mistrzyń UEFA                                                         | 1/16 finału                                                         | 2    | 2009/10, 2018/19 |
| FIFA                                                                         | Zdobyte trofea w rozgrywkach międzynarodowych (stan na: 31-05-2021) |      |                  |

- Liga Mistrzyń

2.miejsce w grupie (6x): 2007/08 (gr. A7), 2012/13 (gr. 6), 2013/14 (gr. 3), 2014/15 (gr. 4), 2015/16 (gr. 8), 2019/20 (gr. 4)
3.miejsce w grupie (1x): 2016/17 (gr. 6)

### Trofea krajowe
| \| \| Zdobyte trofea w rozgrywkach Ukrainy (stan na: 31-05-2021) \| |                                                            |      |                                                                        |
| Rozgrywki                                                           | Osiągnięcie                                                | Razy | Sezon(y)                                                               |
| Mistrzostwo                                                         | I miejsce                                                  | 10   | 2006, 2008, 2011, 2012, 2013, 2014, 2015, 2017/18, 2018/19, 2020/21    |
| Mistrzostwo                                                         | II miejsce                                                 | 6    | 2007, 2009, 2010, 2016, 2017, 2019/20                                  |
| Mistrzostwo                                                         | III miejsce                                                | 0    |                                                                        |
| Puchar                                                              | zdobywca                                                   | 11   | 2006, 2007, 2008, 2010, 2011, 2013, 2014, 2015, 2016, 2017/18, 2018/19 |
| Puchar                                                              | finalista                                                  | 2    | 2009, 2020/21                                                          |
| II liga                                                             | I miejsce                                                  | 0    |                                                                        |
| II liga                                                             | II miejsce                                                 | 0    |                                                                        |
| II liga                                                             | III miejsce                                                | 0    |                                                                        |
| Ukraina                                                             | Zdobyte trofea w rozgrywkach Ukrainy (stan na: 31-05-2021) |      |                                                                        |

## Poszczególne sezony

### Rozgrywki międzynarodowe

#### Europejskie puchary
Legenda do wszystkich tabel:
- Q – runda eliminacyjna, 1/16, 1/8, 1/4, 1/2 – odpowiednia faza rozgrywek, Grupa – runda grupowa, 1r gr – pierwsza runda grupowa, 2r gr – druga runda grupowa, F – finał, R – runda, PO – play-off
- k. – rzuty karne, los. – losowanie, Dogr. – dogrywka, w. – zasada bramek strzelonych na wyjeździe

| Sezon   | Rozgrywki          | Runda | Przeciwnik                | Wynik    | Ogólne     |
| ------- | ------------------ | ----- | ------------------------- | -------- | ---------- |
| 2007/08 | Puchar Kobiet UEFA | 1r gr | Dinamo Tbilisi            | 14–0     | 2. miejsce |
| 2007/08 | Puchar Kobiet UEFA | 1r gr | Napredak Kruševac         | 4–2      | 2. miejsce |
| 2007/08 | Puchar Kobiet UEFA | 1r gr | Rossijanka Krasnoarmiejsk | 0–3      | 2. miejsce |
| 2009/10 | Liga Mistrzyń      | 1/16  | Umeå IK                   | 0–5, 0–6 | 0–11       |
| 2012/13 | Liga Mistrzyń      | 1r gr | Ada                       | 14–1     | 2. miejsce |
| 2012/13 | Liga Mistrzyń      | 1r gr | KÍ Klaksvík               | 2–1      | 2. miejsce |
| 2012/13 | Liga Mistrzyń      | 1r gr | Apollon                   | 0–3      | 2. miejsce |
| 2013/14 | Liga Mistrzyń      | 1r gr | Crusaders Strikers        | 5–0      | 2. miejsce |
| 2013/14 | Liga Mistrzyń      | 1r gr | Raheny United             | 2–1      | 2. miejsce |
| 2013/14 | Liga Mistrzyń      | 1r gr | MTK                       | 0–1      | 2. miejsce |
| 2014/15 | Liga Mistrzyń      | 1r gr | Belfast United            | 5–0      | 2. miejsce |
| 2014/15 | Liga Mistrzyń      | 1r gr | Nové Zámky                | 3–1      | 2. miejsce |
| 2014/15 | Liga Mistrzyń      | 1r gr | Glasgow City              | 0–4      | 2. miejsce |
| 2015/16 | Liga Mistrzyń      | 1r gr | Rīgas FS                  | 4–1      | 2. miejsce |
| 2015/16 | Liga Mistrzyń      | 1r gr | Nové Zámky                | 5–0      | 2. miejsce |
| 2015/16 | Liga Mistrzyń      | 1r gr | PK-35 Vantaa              | 1–2      | 2. miejsce |
| 2016/17 | Liga Mistrzyń      | 1r gr | Rīgas FS                  | 2–0      | 3. miejsce |
| 2016/17 | Liga Mistrzyń      | 1r gr | Ramat HaSharon            | 0–1      | 3. miejsce |
| 2016/17 | Liga Mistrzyń      | 1r gr | SFK 2000                  | 2–2      | 3. miejsce |
| 2018/19 | Liga Mistrzyń      | 1r gr | Birkirkara                | 8–0      | 1. miejsce |
| 2018/19 | Liga Mistrzyń      | 1r gr | ardiff Met.               | 5–2      | 1. miejsce |
| 2018/19 | Liga Mistrzyń      | 1r gr | Olimpia Cluj              | 3–1      | 1. miejsce |
| 2018/19 | Liga Mistrzyń      | 1/16  | Linköpings FC             | 1–6, 0–4 | 1–10       |
| 2019/20 | Liga Mistrzyń      | 1r gr | ŽNK Split                 | 3–2      | 2. miejsce |
| 2019/20 | Liga Mistrzyń      | 1r gr | Bettembourg               | 6–0      | 2. miejsce |
| 2019/20 | Liga Mistrzyń      | 1r gr | FK Mińsk                  | 0–2      | 2. miejsce |

### Rozgrywki krajowe
| \| Ukraina \| Bilans występów klubu w rozgrywkach piłkarskich Ukrainy (Stan na 31 maja 2021 r.) \| \| |                                                                                   |        |       |   |   |   |    |    |     |         |        |        |      |
| Poziom                                                                                                | Rozgrywki                                                                         | Sezony | Mecze | Z | R | P | B+ | B– | Pkt | Lata    | Awanse | Spadki | Naj. |
| I | Wyszcza liha                                                                      | 16     |       |   |   |   |    |    |     | od 2006 | 0      | 0      | 1    |
| II | Persza liha                                                                       | 0      |       |   |   |   |    |    |     |         | 0      | 0      |      |
| | Puchar Ukrainy                                                                    | 16     |       |   |   |   |    |    |     | od 2006 | 0      | 0      | 1    |
| Ukraina                                                                                               | Bilans występów klubu w rozgrywkach piłkarskich Ukrainy (Stan na 31 maja 2021 r.) |        |       |   |   |   |    |    |     |         |        |        |      |

## Piłkarki, trenerzy, prezydenci i właściciele klubu

### Trenerzy
- 2006–2009:  Ołeh Ruban
- 2009–2016:  Jarosław Lancfer
- 2016–2017:  Wałentyn Kriaczko
- 2017–2018:  Wałentyna Kotyk
- 2019:  Maksym Rachajew (p.o.)
- 2019:  Serhij Sapronow
- 2020–2022:  Wałentyna Kotyk
- od 07.2023:  Wołodymyr Piatenko

## Struktura klubu

### Stadion
Klub rozgrywał swoje mecze domowe na stadionie Olimpijeć w Lubotyniu, który może pomieścić 1.500 widzów lub na Arsenał-Arena w Szczasływe o pojemności 1.000 widzów.

## Kibice i rywalizacja z innymi klubami

### Derby
- Żytłobud-2 Charków